# نمونه‌گیری چندمرحله‌ای
در آمار، نمونه‌گیری چندمرحله‌ای، نمونه‌گیری مرحله‌ای با استفاده از واحدهای نمونه‌گیری کوچک‌تر و کوچک‌تر در هر مرحله است.
نمونه‌گیری چندمرحله‌ای می‌تواند شکل پیچیده‌ای از نمونه‌گیری خوشه‌ای باشد، زیرا نوعی نمونه‌گیری است که شامل تقسیم جامعه به گروه‌ها (یا خوشه‌ها) می‌شود. سپس یک یا چند خوشه به صورت تصادفی انتخاب می‌شوند و از همه افراد درون خوشه انتخاب‌شده نمونه‌گیری می‌شود.